# Charles Chevalier
Charles Louis Chevalier (ur. 19 kwietnia 1804 w Paryżu, zm. 21 listopada 1859 w Paryżu) – francuski optyk, projektant obiektywów.
Opracował szereg obiektywów fotograficznych dla pierwszych dagerotypów. W 1839 zaprojektował popularny obiektyw znany jako „francuski obiektyw pejzażowy” i późniejszy, niej udany i popularny, Photographe à verres combinés. Był pionierem fotografii mikroskopowej.